# Constante de Zwietering
La constante de Zwietering est une constante adimensionnelle utilisée en mécanique des fluides. Elle apparait dans les modèles de mélange solide-liquide et est définie comme un facteur dans les modèles de vitesses minimales de mise en suspension exprimée en tr/s,.
Raghava Rao pour des turbines à 6 pales inclinées à 45° propose :
{\displaystyle S=\left(2,25+3,4{\frac {Ha}{Tr}}\right)\times \left({\frac {Da}{Tr}}\right)^{-0,31}}
avec
- Da, le diamètre du mobile d'agitation
- Ha, la hauteur du mobile d'agitation à partir du fond
- Tr, le diamètre d'une cuve